# Kang Daniel
Kang Daniel (hangul: 강다니엘, Busan, 10 de dezembro de 1996), é um cantor sul-coreano. Ele tornou-se popularmente conhecido por ter ocupado o primeiro lugar dentre os onze finalistas do Produce 101 Season 2, tendo estreado no grupo masculino temporário Wanna One em 7 de agosto de 2017.

## Carreira

### Início da vida e pré-estréia
Kang Daniel nasceu como Kang Eui-geon (hangul: 강의건) em Busan, Coréia do Sul, como filho único de sua família. Ele decidiu mudar legalmente seu nome devido a familiares e parentes terem dificuldade em pronunciar seu nome de nascimento. Mais tarde, devido à sugestão de um professor, Daniel começou a dançar. Durante uma aparição no show de variedades Hello Counselor, ele revelou que foi condenado ao ostracismo no ensino fundamental por causa de sua aparência e paixão desenvolvida e construiu a auto-estima através da dança. Antes de aparecer no Produce 101 Season 2, Daniel treinou por dois anos e um mês. Kang inicialmente começou como trainee na B2M Entertainment até se separar da gerência, e depois se tornou aprendiz na MMO Entertainment. Um dos momentos mais notáveis durante seu tempo como trainee foi sua aparição em Her Secret Weapon, realizando "Invitation" de Uhm Jung-hwa, onde atuou como um dançarino de apoio ao Cao Lu do Fiestar e Sihyun do Spica.

### 2017-presente:Produce 101e Wanna One
Em 2017, Daniel representou a MMO Entertainment no reality show de sobrevivência, Produce 101 Season 2. Ele era conhecido por terminar em primeiro lugar no episódio final e se tornar o centro do Wanna One sob a YMC Entertainment.
Daniel estreou oficialmente com Wanna One ficando em 1° lugar, durante o Wanna One Premier Show-Con em 7 de agosto de 2017 no Gocheok Sky Dome com o mini-álbum de estreia 1×1=1 (To Be One). Durante a preparação para esta estreia, ele também foi confirmado para participar do show de variedades da MBC, It's Dangerous Beyond The Blankets, que estreou em 27 de agosto de 2017. No mesmo mês, ele foi destaque na capa da revista Weekly Chosun, uma das principais notícias e eventos atuais da Coréia do Sul, com um artigo enfocando sua popularidade entre o público em geral. Após a conclusão da promoção do mini-álbum em 30 de agosto de 2017, ele foi escolhido como a primeira celebridade masculina a aparecer na capa da revista de moda InStyle Korea em seus 14 anos de história para a edição de outubro de 2017. Ele também foi contratado como membro do elenco do programa de variedades da SBS, Master Key, pelo qual foi premiado com o Prêmio Rookie (Categoria Variety) no 2017 SBS Entertainment Awards.

## Vida pessoal
Em 5 de agosto de 2019, as agências de Kang Daniel e Jihyo (integrante do TWICE) confirmaram que eles estavam namorando desde o início do ano. Após a notícia, ele e Jihyo lideraram os trends topics do Twitter nas Filipinas. Eles foram descritos como o novo "Power Couple of K-pop" pela mídia.
Em 10 de novembro de 2020, a JYP entertainment, empresa que gerencia a carreira de Jihyo, informou ao publico que a cantora e Kang Daniel haviam terminado o namoro, alegando que o principal motivo teria sido a agenda conflitante de ambos.

## Filmografia

### Shows de televisão
| Ano           | Titulo                             | Emissora | Notas            |
| ------------- | ---------------------------------- | -------- | ---------------- |
| 2017–presente | It's Dangerous Beyond the Blankets | MBC      | Membro do elenco |
| 2017          | Master Key                         | SBS      | Membro do elenco |

### Reality shows
| Ano  | Titulo               | Emissora | Notas       |
| ---- | -------------------- | -------- | ----------- |
| 2017 | Produce 101 Season 2 | Mnet     | Concorrente |

### Aparições em vídeos musicais
| Ano  | Canção                              | Artista |
| ---- | ----------------------------------- | ------- |
| 2018 | "Days Without You" (너 없는 시간들) | Davichi |

## Prêmios e indicações
| Ano  | Prêmio                        | Categoria                       | Trabalho nomeado | Resultado | Ref.   |
| ---- | ----------------------------- | ------------------------------- | ---------------- | --------- | ------ |
| 2017 | 11th SBS Entertainment Awards | Rookie Award (Variety Category) | Master Key       | Venceu    | [ 20 ] |